# Ermengarde namuri grófné
Ermengarde (kb. 970/75- 1013 után) namuri grófnő, I. Albert namuri gróf felesége.

## Élete
Apja Károly, Alsó-Lotaringia hercege (uralk. 977-991), anyja Adelais de Troyes (). Szülei 970-ben házasodtak össze, és bár Ermengarde pontos születési ideje nem ismert, feltehetően 970-975 közé tehető. Hat gyermek közül ő volt a második. A "Genealogica comitum Buloniensium" feljegyzi Károly két lányát, "Ermengardem et Gerbergam". Másrészről a "Gesta Abbatem Trudonensium" Ermengarde apjának Ottót, Károly fiát és utódát adja meg, ami kronológiailag nem összeegyeztethető az Ermengarde életéről fennmaradt információkkal. Ermengarde születési dátumának meghatározásakor azt is figyelembe kell venni, hogy feltehetően ő volt az anyja Albert namuri herceg gyermekeinek.
Ermengarde és Albert feltehetően 990-ben kötöttek házasságot, mivel az egyik forrás nem sorolja fel Károly családtagjai között, amikor Károlyt Capet Hugó francia király fogságba ejtette 991-ben: "Karolum..cum uxore Adelaide et filio Ludovico, et filiabus duabus, quarum altera Gerberga, altera Adelaidis dicebatur, necnon et Arnulfo nepote" A gróf és felesége között fennálló korkülönbség miatt felmerült, hogy Ermengarde Albert második felesége lehetett. Amennyiben ez igaz, az első házasságból egyetlen gyermek sem érte meg a felnőttkort, mert Albert utóda (feltehetően legidősebb fia) Róbert volt, akinek Ermengarde volt az anyja. Ezt a "Gesta Episcoporum Cameracensium" is megerősíti, amely feljegyzi, hogy "Rotberdo Namurcensi comite" elárulta és az 1013-as hougaerde-i csatában magára hagyta Lambert leuveni grófot, aki fogságba esett és csak a namuri gróf anyjának közbenjárására szabadult ki ("Rotbodi…comitis mater").

## Leszármazottai
Albert és Ermengarde házasságából hat gyermek származott:
- Róbert ( - 1031). A Fundatio Ecclesiæ S Albani Namucensis feljegyzi származását: "comes Albertus secundus, ortus ex patre Lothariensi, matre vero Francigena Ermengarde, nobilissimam Francorum regum prosapiam trahente",[8] amit hagyományosan úgy értelmeznek, hogy Róbertnek Albert és Ermengarde voltak a szülei. Apja halála után mint II. Róbert örökölte a grófi címet. A Miracula Sancti Veroni másként adja meg a nevet, eszerint "comitem Ratbodum" csodálatos módon felépült lázából, amikor a szent ereklyéihez járult.[9] Róbert feleségének neve nem ismert, házasságukból feltehetően csak egy gyermek született, aki fiatalon meghalt: a Miracula Sancti Gengulfi említi "Radbodus Namurcensium comes" nevét és feljegyzi, hogy a szent meggyógyította "filio suo morte gravatu".[10]
- Albert ( - 1063/64). A Genealogica comitum Buloniensium feljegyzi, hogy Ermengarde volt az anyja "Albertum comitem de Namuco".[11] Bátyja halála után mint II. Albert örökölte a grófi címet. Ő alapította a Saint-Aubain templomot Namurben, amelynek alapító okirata feljegyzi Albertet ("comes Albertus secundus, ortus ex patre Lothariensi, matre vero Francigena Ermengarde, nobilissimam Francorum regum prosapiam trahente").[8]
- Hedwig (v. Hadewide) (1005/10 - 1080. január 28.) A Genealogica ex Stirpe Sancti Arnulfi említi "Hadewidem et Emmam de Los" nevét, akik "Ermengardis [filiæ Karoli ducis]" lányai voltak.[12] Hedvig feltehetően szülei házasságának vége felé született, mivel apja 1010 körül, ő maga 1080-ban halt meg. Hedvig 1075-ben megalapított Châtenois apátságát, amit halála után ("post obitum ductricis Hadewidis") fia, "dux Theodericus filius eius" is megerősített.[13] Férje Gerard felső-lotaringiai herceg.
- Liutgarde (v. Emma) (? - ?). A Vita Arnulfi megnevezi III. Albert namuri gróf három nővérét: "Lugerdam, Godam, Ermengardam",[14] de a Gesta Abbatem Trudonensium mint "Lutgarde filia Hermegardis Namurcensis comitissæ, Ottonis prefati ducis filie" nevezi meg, aki férjével, Ottóval ("Ottonis comitis de Los") II. Baldric liège-i püspök szülei voltak.[15] A rokoni kapcsolat meglehetősen valószínűtlen, hiszen Liutgarde szülei 990-ben házasodtak, míg Baldricot 1008-ban iktatták be püspöki székébe. Férje Ottó, Looz grófja.
- Goda (? - ?). A Vita Arnulfi megnevezi III. Albert három nővérét: "Lugerdam, Godam, Ermengardam" és megjegyzi, hogy Goda volt az anyja Meinsindának ("Meinsindam matrem sancti Arnulfi episcopi Suessioniæ").[14] Goda férjének kilétére nézve nem maradt fenn semmilyen információ, de házasságukból egy gyermekről tudunk:
  - Meinsinda (? - ?) A Vita Arnulfi közli, hogy Szent Arnulf püspöknek Meinsinda volt az anyja ("Meinsindam matrem sancti Arnulfi episcopi Suessioniæ"). Férje nem ismert, de a házasságból származó gyermek, Arnulf, 1060-ban belépett a soissons-i Saint Médard kolostorba, 1081-ben püspökké avatták és az Oudenbourgi kolostorba vonult vissza, amit ő alapított.
- Ermengarde (? - ?). Csak a Vita Arnulfi-ből ismert, amely megnevezi III. Albert gróf három nővérét: "Lugerdam, Godam, Ermengardam".